# Pavel Szergejevics Alekszandrov
Pavel Szergejevics Alekszandrov (oroszul: Па́вел Серге́евич Алекса́ндров) (Bogorodszk, 1896. május 7. – Moszkva, 1982. november 16.) szovjet-orosz matematikus, topológus.
A Moszkvai Állami Egyetemen doktorált 1927-ben. Témavezetői Dmitrij Fjodorovics Jegorov és Nyikolaj Nyikolajevics Luzin voltak. Összesen 41 diáknak volt a témavezetője későbbi éveiben az egyetemen, köztük olyan később nevessé vált matematikusoknak, mint Andrej Nyikolajevics Tyihonov, Alekszandr Vlagyimirovics Arhangelszkij és Alekszandr Gennagyijevics Kuros.

## Könyvei
- A topológia egyszerű alapfogalmai (1932)